# Infanteribrigad 66
Infanteribrigad 66, förkortat IB 66, var ett typförband i svenska armén.
Det svenska försvaret mötte den gradvisa förändringen av hotbilden under kalla kriget med en vapenutveckling, som anpassades till den svenska terrängen och försvarets ekonomi. Organisation och taktik förändrades kontinuerligt. De svenska brigaderna förnyades och förbättrades vart tionde år, vilket översikten nedan visar. Organisationsförändringar och tillförsel av nya vapen skedde dock under hela den 10-årsperiod som organisationen var i bruk. 
Infanteribrigad 66 fanns även som Infanteribrigad 66R och senare Infanteribrigad 66M, då Försvarsmakten ej uppgraderade samtliga brigader till Infanteribrigad 77 (IB 77). Istället uppgraderades vissa brigader (tex Livbrigaden) till en viss standard av IB 77, dvs till IB 66R som senare blev IB 66M.
- IB 66 cykeltolkande efter hjultraktor
- IB 66R försedd med hjultraktordragna personaltransportkärror (PTP)
- IB 66M tillfördes en Bv 202/203 per skplut.

I samband med försvarsbeslutet 1988 beslutades att armén skulle avveckla samtliga IB 66-brigader. Det ansågs för dyrt att modernisera dem till IB 77, det vill säga den standard som övriga brigader vid den tidpunkten hade.

## Infanteribrigadens organisation
- Brigadledning
- Infanterispaningskompani
- Tre infanteriskyttebataljoner
  - Fyra skyttekompanier
  - Tungt granatkastarkompani
  - Trosskompani
- Infanteripansarvärnskompani
- Stormkanonkompani
- Infanteriluftvärnskompani
- Infanterihaubitsbataljon
- Infanteriingenjörsbataljon
- Infanteriunderhållsbataljon

### Rörlighet och transporter
- Huvuddel av truppen - PTP-kärror dragna av traktorer.
- Kompaniunderhåll - Traktor (få lastbilar)
- Bataljonsunderhåll - Traktor, lastbil, terrängbil.
- Brigadunderhåll - Lastbil

### Eldkraft mot oskyddad trupp
- Enskild soldat - Kulsprutepistol m/45, Ak 4
- Skyttepluton -  Grg m/48, Ksp 58
- Skyttekompaninivå -  Grg m/48, Ksp 58
- Skyttebataljonsnivå - Grg m/48, Ksp 58, 12 cm granatkastare Grk m/41D
- Infanteribrigadnivå - Stridsvagn 74 (Strv 74), infanterikanonvagn (Ikv 91), 10,5 cm haubits m/40

### Eldkraft mot pansarfordon
- Skyttegrupp - Pansarskott m/68 (Pskott)
- Skytteplutonsnivå - Grg m/48
- Skyttekompaninivå - Grg m/48, Bandvagnsmonterad 9 cm pansarvärnspjäs 1110
- Skyttebataljonsnivå - Grg m/48, Bandvagnsmonterad 9 cm pansarvärnspjäs 1110
- Infanteribrigadnivå - Stridsvagn 74, pansarvärnspjästerrängbil 9031, Grg m/48

### Eldkraft mot flyg
- Skyttekompaninivå - Luftvärnskulspruta (Lvksp) på vissa fordon
- Skyttebataljonsnivå - Luftvärnskulspruta (Lvksp) på vissa fordon
- Infanteribrigadnivå - Luftvärnsrobot (Lvrobot 69), Lvksp, 20 mm luftvärnsautomatkanon (Lvakan m/40)